# Norra Lapptjärnen
Norra Lapptjärnen är en sjö i Lycksele kommun i Lappland och ingår i Umeälvens huvudavrinningsområde. Sjön har en area på 0,198 kvadratkilometer och ligger 246 meter över havet. Sjön avvattnas av vattendraget Alträskbäcken.

## Delavrinningsområde
Norra Lapptjärnen ingår i det delavrinningsområde (718929-163804) som SMHI kallar för Utloppet av Norra Lapptjärnen. Medelhöjden är 250 meter över havet och ytan är 0,77 kvadratkilometer. Räknas de 3 avrinningsområdena uppströms in blir den ackumulerade arean 17,74 kvadratkilometer. Alträskbäcken som avvattnar avrinningsområdet har biflödesordning 4, vilket innebär att vattnet flödar genom totalt 4 vattendrag innan det når havet efter 200 kilometer. Avrinningsområdet består mestadels av skog (74 procent) och sankmarker (16 procent). Avrinningsområdet har 0,47 kvadratkilometer vattenytor vilket ger det en sjöprocent på 9,2 procent.